# Acido ferulico
L'acido ferulico è un acido carbossilico. Prende il nome da Ferula, un genere di piante erbacee perenni. È un derivato sostituito dell'acido trans-cinnamico ed in natura è abbondantemente presente nelle granaglie (avena, grano, riso), nei carciofi, nel caffè ed in alcuni tipi di frutta come le mele, le arance e l'ananas.
L'acido ferulico è possessore di alcune proprietà biologiche.
È considerato in generale un buon antiossidante, efficace contro i radicali liberi dell'ossigeno, grazie al suo anello catecolico (orto-diossibenzenico).
La sua capacità di inibire l'enzima animale xantina ossidasi, gli ha fatto trovare impiego negli studi di laboratorio per delucidare vari aspetti del metabolismo dell'acido urico e malattie ad esso associate, quali la gotta. Alcuni ricercatori avrebbero avanzato l'ipotesi (non confermata) che il consumo di cibi contenenti una elevata concentrazione di acido ferulico (come quelli sopraccitati) potrebbe essere utile nel prevenire la comparsa della gotta in soggetti predisposti.
Per la sua capacità di interferire anche con l'enzima 5-lipossigenasi (5-LOX), è stato inizialmente usato negli studi di biochimica ed immunologia per comprendere il metabolismo della branca dell'acido arachidonico che porta alla sintesi dei leucotrieni. Questi derivati biologici sono dei potenti mediatori di alcuni reazioni infiammatorie ed hanno una parte attiva nella sintomatologia dell'asma bronchiale. Grazie a questi studi è stato possibile sintetizzare dei derivati molto più potenti che sono risultati davvero efficaci nel controllo delle crisi asmatiche. Essi sono contrassegnati dal suffisso "lukast" (es. montelukast) e si trovano in commercio col nome di Singulair, Lukasm, Montegen, ecc.